# 布盧姆加速定理
在計算複雜性理論，布盧姆加速定理（英語：Blum's speedup theorem）為關於可计算函数複雜度的基本定理，最早由曼纽尔·布卢姆在1967年提出。
選定一種編程語言後，每個可計算函數仍由無窮多個程式實現，該些程式可能各有優劣。給定某個可計算函數和複雜度衡量時，算法理論經常尋找計算該函數「最不複雜」的算法（稱為「最優」，例如當複雜度用時間衡量時，便是「最快」）。布魯姆加速定理斷言，任何複雜度衡量下，都存在某個没有最優算法的可計算函數，亦即，任何該函數的程式實現都會比另一個實現複雜。此結論同時說明，無法同時定義全部可計算函數的複雜度（函數的複雜度是其最優程式的複雜度）。當然，不排除能找到特定函數的最優程式，並計算其複雜度。

## 定理敍述
給定布盧姆複雜度衡量{\displaystyle (\varphi ,\Phi )}和二元全可計算函數{\displaystyle f}，必有全可計算謂詞{\displaystyle g}（即輸出只能為布爾值{\displaystyle 0,1}的全可計算函數），使得對於{\displaystyle g}的每個程式{\displaystyle i}，都有{\displaystyle g}的另一個程式{\displaystyle j}，使得對幾乎所有輸入{\displaystyle x}，都有
{\displaystyle f(x,\Phi _{j}(x))\leq \Phi _{i}(x).}
粗略而言，上式表明存在程式{\displaystyle j}，使其複雜度{\displaystyle \Phi _{j}(x)}比程式{\displaystyle i}的複雜度{\displaystyle \Phi _{i}(x)}更小，且可以遠遠更小（「遠遠」的含義由{\displaystyle f}指定）。{\displaystyle f}稱為加速函數，它可以很大（只需可計算）。例如，若取{\displaystyle f(x,y)=2^{y}}，則{\displaystyle j}的複雜度很小，為{\displaystyle O(\log \Phi _{i}(x))}。

## 外部鏈結
- 埃里克·韦斯坦因. . MathWorld.